# فؤاد حسين (سياسي)
فؤاد محمد حسين (بالكردية: فوئاد موحه‌مه‌د حوسێن) (ولد في 1 يوليو 1949) هو سياسي عراقي كردي فيلي، يشغل منصب وزير الخارجية العراقية بحكومة مصطفى الكاظمي وحكومة محمد شياع السوداني. شغل سابقا منصب نائب رئيس وزراء للشؤون الاقتصادية ووزير المالية في حكومة عادل عبد المهدي.

## سيرته الذاتية
فؤاد حسين، كردي فيلي من مدينة خانقين، وعضو سابق في حزب كادحي كردستان، ورئيس ديوان رئاسة إقليم كردستان، أقام سنوات في بغداد، ولا ينتمي لأي حزب سياسي حاليا.
رشحه الحزب الديمقراطي الكردستاني لمنصب رئيس جمهورية العراق في 23 أيلول 2018.
خسر فؤاد حسين أمام برهم صالح في الفوز بمنصب رئاسة جمهورية العراق،
 وقد سحبه حزبه في الجولة الثانية. إلا أن رئاسة البرلمان لم تقبل وجرت الجولة الثانية وقد خسر فيها.

في 24 أكتوبر 2018، صوت البرلمان العراقي عليه ليكون وزيراً للمالية في حكومة عادل عبد المهدي.في 15 مايو 2025، أعرب نائب رئيس الوزراء ووزير الخارجية العراقي فؤاد حسين عن دعم العراق للخطة التي قدمتها جمهورية مصر العربية لإعادة إعمار قطاع غزة دون تهجير الفلسطينيين، وهي الخطة التي أُقرّت خلال القمة العربية الطارئة المنعقدة في القاهرة بتاريخ 4 مارس 2025. كما رحّب بعقد المؤتمر الدولي المزمع عقده في القاهرة لدعم جهود إعادة الإعمار.